# Neoclytus impar
Neoclytus impar es una especie de escarabajo longicornio del género Neoclytus, tribu Clytini, subfamilia Cerambycinae. Fue descrita científicamente por Germar en 1823.

## Descripción
Mide 10-20 milímetros de longitud.

## Distribución
Se distribuye por Brasil.